# Sandro Cruz
Sandro Plínio Rosa da Cruz (Braga, 12 maggio 2001) è un calciatore angolano con cittadinanza portoghese, difensore dello Slovan Bratislava.

## Carriera

### Club
Cresciuto nei settori giovanili di Braga e Benfica, il 27 giugno 2017 ha firmato il suo primo contratto da professionista con le Aquile. Dopo aver rinnovato con il club rossobianco e disputato due stagioni con la seconda squadra, il 30 aprile 2022 ha esordito in prima squadra, nell'incontro di Primeira Liga vinto per 1-0 in trasferta contro il Marítimo.
Il 23 luglio seguente è stato ceduto in prestito al Chaves.

### Nazionale
Ha giocato nelle nazionali giovanili portoghesi Under-16 ed Under-17.

## Statistiche

### Presenze e reti nei club
Statistiche aggiornate al 14 novembre 2022.
| Stagione         | Squadra          | Campionato       | Campionato | Campionato | Coppe nazionali | Coppe nazionali | Coppe nazionali | Coppe continentali | Coppe continentali | Coppe continentali | Altre coppe | Altre coppe | Altre coppe | Totale | Totale |
| Stagione         | Squadra          | Comp             | Pres       | Reti       | Comp            | Pres            | Reti            | Comp               | Pres               | Reti               | Comp        | Pres        | Reti        | Pres   | Reti   |
| ---------------- | ---------------- | ---------------- | ---------- | ---------- | --------------- | --------------- | --------------- | ------------------ | ------------------ | ------------------ | ----------- | ----------- | ----------- | ------ | ------ |
| 2020-2021        | Benfica B        | SL               | 10         | 0          | -               | -               | -               | -                  | -                  | -                  | -           | -           | -           | 10     | 0      |
| 2021-2022        | Benfica B        | SL               | 26         | 0          | -               | -               | -               | -                  | -                  | -                  | -           | -           | -           | 26     | 0      |
| Totale Benfica B | Totale Benfica B | Totale Benfica B | 36         | 0          |                 | -               | -               |                    | -                  | -                  |             | -           | -           | 36     | 0      |
| apr.-mag. 2022   | Benfica          | PL               | 2          | 0          | CP+CdL          | -               | -               | UCL                | -                  | -                  | -           | -           | -           | 2      | 0      |
| 2022-2023        | Chaves           | PL               | 4          | 0          | CP+CdL          | 1+0             | 0               | -                  | -                  | -                  | -           | -           | -           | 5      | 0      |
| Totale carriera  | Totale carriera  | Totale carriera  | 42         | 0          |                 | 1               | 0               |                    | -                  | -                  |             | -           | -           | 43     | 0      |